# Onthophagus masumotoi
Onthophagus masumotoi là một loài bọ cánh cứng trong họ Bọ hung (Scarabaeidae).